# Eduardo Rodríguez
Pour les articles homonymes, voir Eduardo Rodríguez (homonymie) et Rodríguez.
Eduardo Rodríguez Veltzé, né le 2 mars 1956 à Cochabamba, est un avocat et homme d'État bolivien. Président de la Cour suprême, il occupe le poste de président de la Bolivie du 9 juin 2005 au 22 janvier 2006.

## Biographie
Des études de droit mènent tout naturellement[Interprétation personnelle ?] Eduardo Rodriguez à exercer la profession d'avocat à partir de 1981. 
En juin 2005, la grave crise politique et les troubles sociaux causés par la privatisation de l'industrie du gaz naturel sont à l'origine de la démission du président Carlos Mesa. Comme Hormando Vaca Diez et Mario Cossío, respectivement présidents du Sénat et de la Chambre des députés refusent tour à tour de lui succéder, il revient à Eduardo Rodríguez, en vertu de son mandat de président de la Cour suprême de justice, d'endosser le rôle de chef de l'État.
Conformément à la Constitution, sa première décision est de convoquer une élection présidentielle anticipée qui se tient le 18 décembre 2005. Elle est largement remportée par Evo Morales, l'un des leaders du mouvement social à l'origine de la chute de Carlos Mesa.